# Фергански хребет
Ферганският хребет (на киргизки: Баргана тоо кыркасы; на руски: Ферганский хребет) е планински хребет в Югозападен Тяншан, разположен на територията на Киргизстан (Джалалабадска, Ошка и Наринска област). Простира се на протежение от 225 km, от северозапад на югоизток, като загражда от североизток Ферганската котловина и се явява югозападна ограда на Вътрешен Тяншан. На югоизток се свързва с Алайския хребет, а източно от него се отделят хребетите Чаарташ и Джамантау. Максимална височина 4680 m, (40°39′28″ с. ш. 74°26′04″ и. д. / 40.657778° с. ш. 74.434444° и. д.), разположена в крайната му югоизточна част, на границата между Ошка и Наринска област. Изграден е основно от шисти, пясъчници, варовици и други седиментно-метаморфни скали, пронизани от интрузии на габро и диабаз. Югозападните му склонове, обърнати към Ферганската котловина са дълги и полеги, а североизточните, обърнати към Вътрешен Тяншан – къси и стръмни. В югоизточната му най-висока част има над 150 ледника с обща площ 125 km². От югозападните му склонове водят началото си множество малки реки десни притоци на Карадаря (ляв приток на Сърдаря), а от североизточните – няколко десетки леви притока на Нарин и няколко леви притока на река Алабука (ляв приток на Нарин). Югозападните му увлажнени склонове са обрасли с гори от гръцки орех, нагоре следват иглолистни и арчови гори, а билото е заето от субалпийски и алпийски пасища. Има находища на въглища, а в югозападното му подножие се разработват нефтени сондажи.

## Топографска карта
- К-43-В М 1:500000[2]